# مسابقات جهانی ژیمناستیک ریتمیک ۲۰۱۵
مسابقات جهانی ژیمناستیک ریتمیک ۲۰۱۵ (انگلیسی: 2015 World Rhythmic Gymnastics Championships) سی و چهارمین دوره مسابقات جهانی ژیمناستیک ریتمیک است که در اشتوتگارت، آلمان از ۷ تا ۱۳ سپتامبر ۲۰۱۵ میلادی برگزار شده است.

## کشورهای شرکت‌کننده
فهرست کشورهای شرکت‌کننده.
| - آنگولا - آرژانتین - ارمنستان - استرالیا - اتریش - جمهوری آذربایجان - بلژیک - بوسنی و هرزگوین - بلاروس - برزیل - بلغارستان - کانادا - شیلی - چین - کلمبیا | - کیپ ورد - کرواسی - قبرس - جمهوری چک - دانمارک - اکوادور - مصر - اسپانیا - استونی - فنلاند - فرانسه - بریتانیا - گرجستان - آلمان - یونان | - مجارستان - اسرائیل - ایتالیا - ژاپن - قزاقستان - قرقیزستان - کره جنوبی - لتونی - لیتوانی - مراکش - مالزی - مکزیک - نروژ - لهستان - پرتغال | - رومانی - روسیه - سنگاپور - اسلوونی - آفریقای جنوبی - سان مارینو - صربستان - اسلواکی - سوئد - ترکیه - اوکراین - ایالات متحده آمریکا - ازبکستان - ونزوئلا |

## جدول مدال‌ها
| رتبه | کشور      | طلا | نقره | برنز | مجموع |
| ۱    | روسیه     | ۸   | ۶    | ۰    | ۱۴    |
| ۲    | ایتالیا   | ۱   | ۱    | ۰    | ۲     |
| ۳    | بلاروس    | ۰   | ۱    | ۲    | ۳     |
| ۴    | بلغارستان | ۰   | ۱    | ۱    | ۲     |
| ۵    | اوکراین   | ۰   | ۰    | ۴    | ۴     |
| ۵    | اسپانیا   | ۰   | ۰    | ۱    | ۱     |
| ۶    | ژاپن      | ۰   | ۰    | ۱    | ۱     |